# Stazione di Ponte Casilino
La stazione di Ponte Casilino è una stazione ferroviaria posta sulla ferrovia Roma-Giardinetti nella località omonima di Roma.

## Storia
L'impianto nacque come fermata tra giugno e settembre del 1957 quando fu attivato il nuovo tracciato comprendente un piccolo tratto a binari interlacciati tra la stazione di Porta Maggiore, poi declassata a fermata, e la fermata di Sant'Elena. Tra gli anni '80 e '90 venne installato in corrispondenza della stazione lato Roma un posto di manovra consistente in due comunicazioni tra i due binari di corsa assicurate in posizione normale tramite fermascambio a chiave FS. In seguito il deviatoio più esterno lato Porta Maggiore venne rimosso lasciando solo quello lato Pantano.

## Strutture e impianti
La stazione è posta in trincea tra il muro di contenimento di via Sondrio e il sedime delle ferrovie Roma-Cassino-Napoli, Roma-Formia-Napoli e Roma-Livorno delle Ferrovie dello Stato Italiane. Dispone di una banchina mediana collegata alla strada soprastante tramite una scalinata, servente entrambi i binari di linea, e di una comunicazione dal binario di circolazione dispari al pari i cui deviatoi sono manovrabili a mano.

## Movimento
Il traffico che influenza Ponte Casilino è esclusivamente passeggeri e viene espletato dall'ATAC. Il servizio sulla linea dura dalle ore 5:00 alle 23:00.